# Let's go together (album)
Let's go together is een verzamelalbum van The Cats uit 1977 met werk dat van 1968 tot en met 1973 is verschenen. Het album kwam uit in de nadagen van The Cats. De elpee Story presenteert The Cats op hun best uit 1974 kent dezelfde nummers als dit album.

## Nummers
De duur van de nummers is staat niet op de elpee vermeld en is overgenomen van de elpee Story presenteert The Cats op hun best. Hierdoor kan de lengte van een nummer op deze elpee verschillen met vermelde duur in deze tabel.
| Nummer | Naam                                                 | Geschreven door               | Duur | Opmerkingen |
| ------ | ---------------------------------------------------- | ----------------------------- | ---- | ----------- |
| A1     | Lea                                                  | Arnold Mühren                 | 3:43 |             |
| A2     | What's the world coming to                           | Roger Greenaway en Roger Cook | 3:31 |             |
| A3     | Excuse me                                            | Dick & Don Addrisi            | 2:32 |             |
| A4     | Scarlet ribbons                                      | Evelyn Danzig en Jack Segal   | 3:19 |             |
| A5     | Sunshine                                             | Cees Veerman en Jaap Schilder | 4:06 |             |
| A6     | Let's go together                                    | Piet Veerman en Jaap Schilder | 3:44 |             |
| B1     | Don't waste your time                                | Piet Veerman                  | 3:38 |             |
| B2     | Trying to explain                                    | Piet Veerman                  | 4:20 |             |
| B3     | One way wind                                         | Arnold Mühren                 | 3:33 |             |
| B4     | Let's dance                                          | Piet Veerman                  | 3:29 |             |
| B5     | The end of the show                                  | Cees Veerman                  | 4:34 |             |
| B6     | Rock 'n' roll (I gave you the best years of my life) | Kevin Johnson                 | 4:59 |             |